# جوليان قزوح
جوليان قزوح (بالإنجليزية: Julian Khazzouh)‏ (مواليد مملبورن عام 1986) هو أسترالي من أصل لبناني من لاعبي كرة السلة المحترفين ويلعب حاليا مع فريق الحكمة اللبناني.

## إحترافه
في عام 2003، أصبح لاعب فريق أستراليا للاعبي المدارس. ثم التحق بفريق رازورياك عام 2004. ثم الاحق بفريق باراماتا بين 2005 2007. عام 2006 كان ثاني أفضل لاعب ناشيء في أستراليا، كما رفض الالتحاق بفريق ميترو ستايت كوليدج في دنفر. وفي عام 2012، التحق بفريق الحكمة اللبناني.

## روابط خارجية
- جوليان قزوح على موقع الدوري الأوروبي لكرة السلة (الإنجليزية)
- جوليان قزوح على موقع كرة السلة الأوروبية.كوم (الإنجليزية)
- جوليان قزوح على موقع ريلجم (الإنجليزية)
- جوليان قزوح على موقع بروبوليرز (الإنجليزية)
- جوليان قزوح على موقع سبورتس رفرنس (الإنجليزية)